# Compendium of Analytical Nomenclature
« Orange Book (IUPAC) » redirige ici. Pour les autres significations, voir Orange Book (homonymie).
Compendium of Analytical Nomenclature est un livre publié par l'Union internationale de chimie pure et appliquée (IUPAC) contenant les définitions des termes internationalement acceptés en chimie analytique. Il est traditionnellement édité avec une couverture orange, d'où il tire son surnom de « Orange Book ».
Même si le livre annonce qu'il décrit des « règles définitives », il a été publié en trois éditions différentes. La première édition date de 1978  (ISBN 0-08022-008-8), la deuxième de 1987  (ISBN 0-63201-907-7) et la troisième de 1998  (ISBN 0-86542-615-5), cette dernière étant aussi disponible en ligne. Une traduction en catalan a aussi été publiée en 1987  (ISBN 84-7283-121-3).